# Абу Дулаф аль-Хазраджи
Абу́ Дула́ф Мис’ар ибн аль-Мухальхиль аль-Хазраджи́, известный как Абу Дулаф (араб. أبو دُلف الخزرجي‎) — арабский поэт и путешественник и минералог X века.

## Биография
Полное имя: Абу Дулаф Мис’ар ибн ал-Мухальхиль аль-Хазраджи аль-Янбу’и (араб. أبو دلف الخزرجي الينبوعي مسعر بن مهلهل‎).
Родился в портовом городе Янбу на побережье Красного моря (совр. Саудовская Аравия). Служил при дворе правителя Насра II ибн Ахмета (ум. 943) из династии Саманидов в Бухаре. Путешествовал по территории современной Средней Азии, Казахстана, Восточного Туркестана, Тибета, Индии. Через Систан (северо-восточный Афганистан) совершил поход в мусульманские страны. Абу Дулаф свои воспоминания изложил в двух Рисалях («Записки»). Первая Рисаля описывает путешествие Абу Дулафа в компании посланцев турецкого царя Калина ибн Шахира, которые возвращались из Бухары в Сандабиль. Вторая Рисаля описывая путешествие в западную и северную Персию, Армению и т. д. В произведениях имеются этнографические, историко-географические сведения об огузах, кимаках, карлуках, тогуз-огузах и киргизах.
Абу Дулаф упоминал в качестве своего покровителя в Систане Абу Джа’фара Мухаммада ибн Ахмада (правил 942—963). Ас-Саалиби в книге Ятимат ад-дахр связывает его с ас-Сахибом Исмаилом ибн Аббадом (938—995). В качестве передатчиков стихов Абу Дулафа, Ас-Саалиби упоминает в основном уроженцев Хамадана, среди которых Бади аз-Заман (ум. 1007).